# Brookula decussata
Brookula decussata là một loài ốc biển, là động vật thân mềm chân bụng sống ở biển thuộc họ Liotiidae.